# Mitsuo Hama
Mitsuo Hama (japanisch 浜 光雄, Hama Mitsuo, auch in der Schreibung: はまみつを; * 20. September 1933 in Shiojiri, Präfektur Nagano; † 22. Februar 2011 in Matsumoto, Präfektur Nagano) war ein japanischer Schriftsteller und Jugendbuchautor.

## Leben
Mitsuo studierte an der Shinshū-Universität Erziehungswissenschaften. Nach seinem Abschluss arbeitete er als Vorsitzender der „Gesellschaft für Jugendliteratur Shinshū“. Gemeinsam mit Takahashi Chūji und Wada Noboru gab er die Zeitschrift „Tōge no hata“ (とうげの旗) heraus. 1970 debütierte er mit „Waga haha no shozo“ (わが母の肖像, Das Bildnis unserer Mutter). Für Haru yo koi (春よこい) erhielt er 1979 den Literaturpreis Roter Vogel, für „Renga no kisetsu“ (レンゲの季節) erhielt er 1983 den Tsukahara-Kenjirō-Literaturpreis.
2011 starb Mitsuo im Alter von 77 Jahren an einer Lungenentzündung im Krankenhaus von Matsumoto.